# Will Bailey
William "Will" Bailey, es un personaje de ficción interpretado por Joshua Malina en la serie de televisión El Ala Oeste, que ocupa varios puestos en la Oficina de Comunicaciones de la Casa Blanca y en la Oficina del Vicepresidente.

## Biografía del personaje
Bailey creció en Bélgica, junto a su padre, el excomandante Supremo Aliado de la OTAN Thomas Bailey; de él hereda su carácter tranquilo y sus habilidades negociadoras. Además, es reservista de la Fuerza Aérea, un hecho que el presidente Josiah Bartlet aplaude, sirviendo en el Cuerpo de JAG. 
Will apareció originalmente como el director de la campaña de Wilde Horton para representar al 47o distrito de California, ganando notoriedad por haber ganado las elecciones a pesar de la muerte del candidato. Sam Seaborn será el encargado de sustituir al fallecido demócrada en el Condado de Orange. Además, hará una recomendación para ser reemplazado como Adjunto Director de Comunicaciones de la Casa Blanca con una nota a Toby Ziegler que decía: "Toby - Es uno de nosotros". 
Inicialmente tuvo que soportar el rechazo de casi todos los colaboradores de Sam Seaborn, por lo que tendrá que contratar a un nuevo equipo propio. Incluso tuvo que recurrir a la ayuda de su hermana, Elsie Snuffin y a varias becarias de la Casa Blanca. Entre las novatadas que sufre, está el aparcamiento de bicicletas en su despacho o que C.J. Cregg le ponga regulamente aceitunas en los bolsillos de la chaqueta (e incluso en una ocasión le colocó una cabra en su oficina). Finalmente, se fue ganando el respeto de todos y poco después, el Presidente le nombró Adjunto Director de Comunicaciones de la Casa Blanca.
Tiempo después, abandonaría el equipo para convertirse en Director de Comunicaciones del Vicepresidente de los Estados Unidos, Robert "Bingo Bob" Russell. Las principales razones de su traslado a la oficina de Russell fue la actitud áspera de Toby y la creencia de que la tendencia de Toby de hacerse cargo personalmente de los desafíos para la Oficina de Comunicaciones se traduciría en un estancamiento en el propio trabajo de Will. De todos modos, la oferta de Bob Russell venía con el desafío explícito de preparar el vicepresidente para la posible campaña presidencial en 2006.

## Actor y personaje
Will Bailey es interpretado por Joshua Malina, un actor que previamente había aparecido en episodios esporádicos de la serie. La marcha de Rob Lowe por sus desavenencias con Aaron Sorkin provocó su ingresó en el plantel principal de forma regular. Su personaje tiene como principal característica el pragmatismo, frente al idealismo de, por ejemplo, Josh Lyman.
- Datos: Q8002690